# Bottegia spinipennis
Bottegia spinipennis là một loài bọ cánh cứng trong họ Cerambycidae.